# Свищовы
Свищовы — древние дворянские роды.
В Гербовник внесены две фамилии Свищовых:
1. Свищовы, предки которых писаны в числе дворян в 1622 г. (Герб. Часть VIII. № 58).
2. Потомство Михаила Ивановича Свищова, пожалованного вотчиной в Шацком уезде Тамбовской (Рязанской) губернии  в 1677 г. (Герб. Часть XII. № 102)[1].

При подаче документов (1686) для внесения рода в Бархатную книгу, была предоставлена родословная роспись Свищовых.
Род внесён в VI часть родословных книг Пензенской, Тамбовской и Московской губерний.

## Происхождение и история рода
Предок одного из них, Нечай Нечаевич Свищов, выехал из Золотой орды к великому князю Василию Темному и крестился. Фёдор Дмитриевич Свищов станичный голова у мещерян (1596-1601). Михаил Гаврилович голова у московских стрельцов при царе Михаиле Фёдоровиче. Иван Борисович — воевода в Царицыне. Леонтий Свищов убит Стенькой Разиным.

## Описание гербов

#### Герб. Часть VIII. № 58.
В красном поле изображена серебряная перевязь вправо с тремя на ней львиными головами, между ними положены две шпаги с золотыми эфесами, обращённые остриями, верхняя в левую, а нижняя в правую стороны.
Щит увенчан дворянскими шлемом и короной. Нашлемник: выходящий до половины лев с саблей между двумя орлиными крыльями, с серебряными на них крестами. Намёт на щите красный, подложенный золотом.

#### Герб. Часть XII. № 102.
Герб Свищовых, предок Михаил Иванович по грамоте (1667) пожалован вотчиною: в голубом поле с левой стороны половина серебряного, скачущего коня с красными глазами, языком и копытами. Перед конём, вертикально, серебряный меч остриём вверх с золотой рукояткой. Щит увенчан дворянским коронованным шлемом. Нашлемник - встающий серебряный конь с красными глазами, языком и копытами. Намёт голубой с серебром.

## Известные представители
- Свищовы: Иван Фёдорович, Иван Тезикович, Михаил и Григорий Студеникины — мещерские городовые дворяне (1627—1629).
- Свищов Иван Борисович — мещерский городовой дворянин (1627—1629), московский дворянин (1640—1658).
- Свищов Михаил Гаврилович — московский дворянин (1636—1640).
- Свищов Дмитрий — воевода в Царицыне (1672).
- Свищов Иван Леонтьевич — московский дворянин (1672—1692).
- Свищовы: Михаил Васильевич, Яков и Мина Ивановичи — стряпчие (1662—1692).
- Свищовы: Кузьма Михайлович, Артемий Яковлевич, Борис Леонтьевич — стольники (1686—1692)[6][7].